# Geneviève de La Salle
Geneviève de La Salle est une organiste et professeur d'orgue française née le 9 octobre 1904 à Paris 15e et morte le 2 mars 1993 à Paris 5e,,. 

## Biographie
Doyenne des organistes françaises, elle a été l’élève de Louis Vierne, de Joseph Bonnet et d'Eugène Sergent à la Schola Cantorum de Paris où elle a étudié de 1920 à 1930. Organiste de l'église Saint-Médard de Paris, du début des années trente à 1954, puis de l'Église Saint-Charles-de-Monceau, de novembre 1954 à mai 1955, elle a été par la suite durant près de 20 ans organiste de l'Église Saint-Louis de Fontainebleau de 1956 à 1974. 
Elle est aussi une pédagogue exceptionnelle qui a longtemps enseigné à l'école de musique César Franck où elle eut notamment pour élève André Isoir, cotitulaire de l'orgue de l'Abbaye de Saint-Germain-des-Prés et professeur au conservatoire de Boulogne-Billancourt. C'est sous la direction de Geneviève de La Salle qu'en 1958 a été transformé et restauré par la maison Ruche à Lyon l'orgue de l'église Saint-Louis de Fontainebleau. Son activité dans le domaine artistique et musical a été très importante.